# Josemaría Escrivá

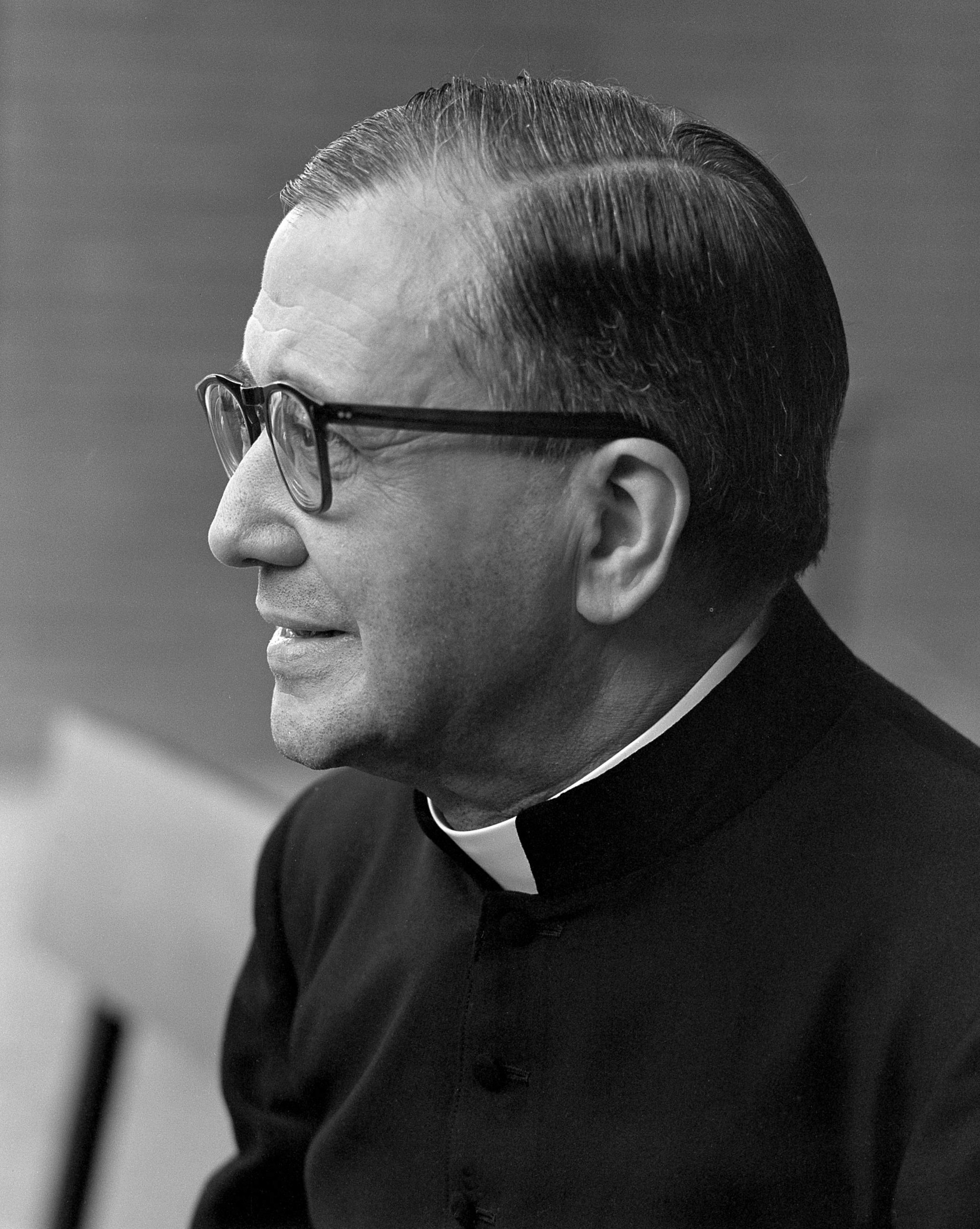
Josemaría Escrivá de Balaguer y Albás, Gründer des Opus Dei (1966)

Wappen von Josemaría Escrivá de Balaguer y Albás

Josemaría Escrivá de Balaguer y Albás (* 9. Januar 1902 als José María Escriba Albás in Barbastro, Spanien; † 26. Juni 1975 in Rom) war der Gründer des Opus Dei (Werk Gottes oder Gottes Werk) und ist ein Heiliger der römisch-katholischen Kirche. Sein liturgischer Festtag ist der 26. Juni.

## Leben
José María wurde als zweites von sechs Kindern der Eheleute José Escriba y Corzán (1867–1924) und María de los Dolores Albás y Blanc (1878–1941) in Barbastro in den aragonesischen Vorpyrenäen in Spanien geboren, der Heimatstadt seiner Mutter. Seine drei jüngeren Schwestern starben im Kindesalter. Im Jahr 1915 musste die Familie nach dem wirtschaftlichen Ruin des väterlichen Geschäfts in Barbastro nach Logroño umsiedeln.
Im Alter von sechzehn Jahren fasste José María den Entschluss, Priester zu werden. Ab 1918 besuchte er als Externer das Priesterseminar in Logroño und beendete 1920 das erste Jahr des katholischen Theologiestudiums, zu dem auch das Philosophiestudium gehört. Anschließend siedelte er nach Saragossa über, lebte im Priesterseminar Real Seminario de San Carlos Borromeo und besuchte die Päpstliche Universität San Valero y San Braulio. Ein Grund für den Ortswechsel war sein Wunsch, außer der Theologie auch Rechtswissenschaften zu studieren. Im Priesterseminar berief ihn 1922 der Erzbischof von Saragossa, Kardinal Juan Soldevila y Romero, zu einem der beiden Superioren, deren Aufgabe es war, die Mitstudenten als Vorgesetzte zu betreuen. Von 1923 bis 1927 studierte er zusätzlich Rechtswissenschaften an der Universität Saragossa. Am 28. März 1925 empfing er das Sakrament der Priesterweihe und wirkte anschließend neben dem Studium als Seelsorger in Perdiguera und Saragossa.
Ab 1927 lebte er in Madrid, um dort das juristische Doktorat zu erwerben. Gleichzeitig wurde er im Einvernehmen mit dem zuständigen Erzbischof von Saragossa und dem Erzbischof von Madrid, Leopoldo Eijo y Garay, Seelsorger am Stift der Damas Apostólicas del Sagrado Corazón, einer wohltätigen Armen- und Krankenpflegestiftung weiblicher Mitglieder der Madrider Oberschicht. 1931 gab er diese Stellung auf, wurde zum Kaplan und ab 1934 zum Rektor des Königlichen Stiftes Santa Isabel ernannt und widmete sich der Studentenseelsorge. Wie schon in Saragossa verdiente er zusätzlich zu dem damals bescheidenen Priestergehalt Geld durch die Erteilung von Privatunterricht in Römischem und Kanonischem Recht. Seine Mutter und die beiden Geschwister Carmen (* 1899) und Santiago (* 1919) folgten ihm nach Madrid.
Am 2. Oktober 1928 gründete Escrivá, wie er sich jetzt nannte, nach eigenem Verständnis das Opus Dei. Er tat dies nach eigener Darstellung aufgrund einer göttlichen Offenbarung. Die Bezeichnung „Opus Dei“ (übersetzt „Werk Gottes“), die er deshalb für sein Werk benutzte, gebrauchte er allerdings erst ab 1930. Was genau am Gründungstag geschehen sein soll, hielt er zeitlebens geheim; einen formellen Gründungsakt gab es nicht. Er war zunächst das einzige Mitglied seiner Gründung. Am 14. Februar 1930 habe er – ebenfalls aufgrund einer Privatoffenbarung, wie er später wissen ließ – das Werk entgegen seiner ursprünglichen Absicht um eine Abteilung für Frauen erweitert, die streng von den Männern getrennt arbeiten sollte. In der Realität bestand das Opus Dei seit etwa 1930 aus einer kleinen Gruppe von Freunden, Schülern und Bekannten Escrivás, mit denen er sich traf. Es besaß weder eine rechtliche Struktur noch Rechtspersönlichkeit. 1936 hatte die Gruppe „ein knappes Dutzend Mitglieder“. Escrivá vertraute seine Gründungsabsichten seinen Beichtvätern und dem Erzbischof von Madrid an, die ihn in seinem Anliegen unterstützten.
1933 gründete er die „Academia DYA“ („Derecho y Arquitectura“, von ihm gedeutet als „Dios y Audacia“, d. h. „Gott und Kühnheit“). Bei dieser Einrichtung handelte es sich um das erste korporative Werk des Opus Dei in Spanien, das Studenten die spezielle Lehre und Art der Unterweisung vermitteln sollte. Der spanische Bürgerkrieg (1936–1939) unterbrach die Verwirklichung seiner Pläne. Im republikanischen Madrid übte Escrivá sein priesterliches Amt im Verborgenen aus. Ab April 1937 fand er Zuflucht in der Gesandtschaft von Honduras, Ende 1937 floh er dann mit einigen Gleichgesinnten über Barcelona und Andorra in die nationale Zone, wo er sich bis zum Ende des Bürgerkrieges überwiegend in Burgos aufhielt. Dort widmete er sich unter anderem der Abfassung der Studie „La Abadesa de las Huelgas“, eine theologisch-kirchenrechtliche Untersuchung der außerordentlichen quasi-bischöflichen Jurisdiktion der Äbtissin der bei Burgos gelegenen Abtei Las Huelgas. Für die Arbeit, die er nach seiner Rückkehr nach Madrid der juristischen Fakultät als Dissertation vorlegte, konnte er die reichen Bestände von Bibliothek und Archiv des Klosters nutzen. In der Zeit in Burgos knüpfte Escrivá viele Kontakte.
Ende März 1939 nach Madrid zurückgekehrt, begann er mit einigen Mitarbeitern, die Arbeit des Opus Dei wieder aufzunehmen und sein Werk in Spanien zu verbreiten. 1939 erschien die endgültige Fassung seines bekanntesten Buches, die Aphorismensammlung Der Weg (Camino), die 999 Maximen enthält und als geistlich-lebenspraktischer Leitfaden für Anhänger und Freunde des Opus Dei betrachtet wird. Etliche Bilder, Ausdrucksweisen und Gedankengänge des Werks sind durch die Zeit des aufkommenden Faschismus geprägt, in der es entstand. Am 19. März 1941 wurde das Opus Dei als fromme Vereinigung (Pia Unio) durch den Erzbischof von Madrid kirchlich anerkannt. In den 1940er Jahren erlangte Escrivá Bekanntheit durch Besinnungstage und Exerzitien, die er in verschiedenen Bistümern Spaniens abhielt. Zu dieser Zeit änderte er seinen Namen in Josemaría Escrivá de Balaguer y Albás, eine den Namenskonventionen des spanischen Adels nachempfundene Namensform. 1968 erwarb er den spanischen Adelstitel „Marques de Peralta“, auf den er 1972 nach heftiger öffentlicher Kritik zugunsten seines Bruders verzichtete.
Am 14. Februar 1943 gründete Escrivá innerhalb der männlichen Abteilung des Opus Dei die Priesterliche Gesellschaft vom Heiligen Kreuz (Societas Sacerdotalis Sanctae Crucis), und zwar offenbar, nachdem er erneut eine Privatoffenbarung empfand. Die Priestergesellschaft fand am 8. Dezember 1943 durch den Erzbischof von Madrid die kanonische Errichtung. Durch sie wurde es für männliche Numerarier-Mitglieder möglich, sich auf Weisung der Leitung der Vereinigung zu Priestern weihen zu lassen, die ausschließlich der Gemeinschaft zur Verfügung standen und später auch unmittelbar für das Opus Dei inkardiniert werden konnten. Hintergrund waren Konflikte mit außenstehenden Beichtvätern, die dem Werk selbst nicht angehörten und deren Ratschläge an die Mitglieder Escrivá als Einmischung in die innere Führung und Kontrolle seiner Organisation empfand. Er legte deshalb großen Wert darauf, dass Opus-Dei-Mitglieder ausschließlich bei den mit dem Werk verbundenen Priestern beichten. Auch in dieser Priestergesellschaft war er zunächst das einzige Mitglied, bis eineinhalb Jahre später drei weitere Opus-Dei-Mitglieder zu Priestern geweiht werden konnten. Sie wurde 1947 als Institution päpstlichen Rechts anerkannt. Seit etwa 1946 bestand die Organisation aus ca. 12 Klerikern, 250 Numerariern und etwa 400 Supernumerariern. Die Supernumerarier sind Laien, die seit etwa 1950 heiraten dürfen.
1945 begann Escrivás Werk mit der Arbeit außerhalb Spaniens, und zwar in Portugal. 1946 verlegte er den Zentralsitz von Madrid nach Rom, in das Zentrum der katholischen Kirche. Von dort startete er die weltweite Ausbreitung seiner Organisation, zunächst in katholisch wie spanisch geprägte Länder Lateinamerikas. In Rom gründete er 1948 das „Collegium Romanum Sanctae Crucis“ und 1953 das „Collegium Romanum Sanctae Mariae“ als Ausbildungsstätten für die Priester und Laien seiner Bewegung. 1950 wurde das Opus Dei von Papst Pius XII. zu einem Säkularinstitut erhoben und somit kirchlich vollständig anerkannt. 1955 wurde Escrivá an der Lateranuniversität im Fach Theologie promoviert. Er verfasste zahlreiche Schriften, bereiste viele Länder und hielt Katechesen und Vorträge, in denen er die besondere Spiritualität des Opus Dei zu verbreiten und Mitglieder anzuwerben versuchte.
Josemaría Escrivá de Balaguer starb am 26. Juni 1975 in Rom in seinem Arbeitszimmer. Bei seinem Tod hatte das Opus Dei weltweit über 60.000 Mitglieder. Nach seinem Tod wurde verbreitet, mit ihm habe „zum erstenmal in der Geschichte der Kirche ein Priester im Verlauf seines Lebens rund tausend im Berufsleben stehende Fachleute und Wissenschaftler aus den fünf Kontinenten zur Priesterweihe geführt.“ Er wurde in der unterirdisch gelegenen Krypta der mit dem Geld des Opus Dei gebauten Prälaturkirche Santa Maria della Pace beigesetzt. Dort ruht heute sein 1994 verstorbener Nachfolger Álvaro del Portillo, während Josemaría Escrivá im Hauptaltar der Kirche als Heiliger verehrt wird.
Schon zu Lebzeiten wurde Josemaría Escrivá von seinen Anhängern für heilig gehalten. Sein Erlebnis, das zur Gründung des Opus Dei führte (die so genannten „Vorahnungen der Liebe“), wurde ebenso wie andere Lebensereignisse sowie die Umstände seines Todes mit einer Aura des Geheimnisvollen und Wundertätigen umgeben. Gleich nach seinem Tod begannen in der Organisation immense Anstrengungen, um die Selig- und Heiligsprechung ihres Gründervaters zu erreichen. Die Verklärungsarbeit hat dazu beigetragen, dass ein Großteil der zahlreich verfügbaren Lebensbeschreibungen hagiographischen Charakter besitzt und nur wenig über seine Persönlichkeit und die Beziehungsstruktur zwischen Gründer und Opus Dei aussagt. Sein Hauptwerk Camino wurde vom Opus Dei 1957 in einer deutschen Übersetzung herausgegeben, die alle Anklänge an die faschistische Ideologie der Entstehungszeit systematisch beseitigt.
Nach Aussage seines Nachfolgers habe sich der Gründer seit 1962 intensiv um eine Verbesserung der innerkirchlichen Rechtsform des Opus Dei bemüht. Sie sollte dem Werk Gottes weitgehend hierarchische Selbstständigkeit und Unabhängigkeit vom Episkopat in den Diözesen ermöglichen. Papst Johannes Paul II. wandelte 1982 das Opus Dei in eine Personalprälatur innerhalb der katholischen Kirche um.

## Verhältnis zum Franquismus
Das Opus Dei galt gegenüber dem Franco-Regime in Spanien als loyal und zuverlässig. Deshalb standen die Beziehungen Escrivás zum spanischen Militärdiktator häufig im Fokus des Interesses. Escrivá begegnete Francisco Franco mehrfach persönlich, was nach Aussage des amerikanischen Vatikanexperten John L. Allen im „Kontext und Klima“ des damaligen spanischen Katholizismus „nicht schrecklich überraschend“ gewesen sei, zumal Franco „am Tag seines Sieges“ ein „Glückwunschtelegramm von Papst Pius XII.“ erhalten habe und „von Kardinal Isidro Gomá y Tomás zum caudillo, 'Führer', gesalbt“ worden sei. Bekannt wurden vier Treffen. Bereits zu Beginn der 1940er Jahre hielt Escrivá auf Wunsch des Erzbischofs von Madrid einige Besinnungstage („un curso de retiro“) für Franco und seine Frau. 1946 gab er im Auftrag der spanischen Bischofskonferenz erneut mehrtägige Exerzitien für das Ehepaar Franco. Eine weitere Begegnung fand 1953 statt: Escrivá hatte Franco um eine Audienz gebeten mit dem Ziel, Rafael Calvo Serer, ein Mitglied des Opus Dei und Kritiker Francos, zu verteidigen, der in der spanischen Presse angegriffen worden war. Schließlich ist eine vierte Zusammenkunft Escrivás mit Franco für 1962 nachgewiesen, als er mit der spanischen Regierung über die staatliche Anerkennung der akademischen Grade der von ihm gegründeten und als Großkanzler geleiteten Universität Navarra in Pamplona verhandelte.

## Ehrungen
Pius XII. verlieh ihm 1947 den Titel eines Päpstlichen Hausprälaten. 1956 wurde er zum Ehrenmitglied der Päpstlichen Akademie für Theologie ernannt. 1960 wurde ihm die Ehrendoktorwürde der juristischen Fakultät der Universität Saragossa verliehen. Verschiedene Städte in Spanien verliehen ihm die Ehrenbürgerschaft, so Pamplona (1960), Barcelona (1966) und sein Geburtsort Barbastro (1975).

## Relikte und Gedenkort in Rom
Das 1635 entstandene Taufbecken der Bischofskirche in Barbastro, in dem José María Escriba ebenso wie seine Mutter und seine Schwestern getauft worden war, wurde zu Beginn des Spanischen Bürgerkriegs 1936 von atheistischen Milizen zerstört. Die später aus dem Fluss Río Vero geborgenen Reste schenkten Domkapitel und Bistum Barbastro 1957 dem Opus-Dei-Gründer, der sie 1959 nach Rom bringen und rekonstruieren ließ. Das Becken ist heute in der Kirche der römischen Weltzentrale des Opus Dei (Prelatura della Santa Croce e Opus Dei, Viale Bruno Buozzi Nr. 75 in Rom) zu sehen. In einem Schrein unterhalb des Altars dieser Kirche ist der Sarg Escrivás aufgestellt; der Tabernakel ist dort nicht in der Kirche, sondern in der Krypta untergebracht.

## Selig- und Heiligsprechung
Josemaría Escrivá wurde im Mai 1992 durch Papst Johannes Paul II. selig- und am 6. Oktober 2002 heiliggesprochen.
Der Seligsprechungsprozess wurde 1981 in Madrid und Rom eröffnet, 1986 auf diözesaner Ebene abgeschlossen und 1990 mit dem Dekret über den heroischen Tugendgrad sowie 1991 mit dem Wunderdekret der zuständigen Kongregation für die Selig- und Heiligsprechungen beendet. Der Prozess erregte wegen seiner Kürze Aufsehen und fand zum Teil heftigen Widerspruch. Kritisiert wurde Escrivás Verhältnis zu Franco sowie seine Haltung zum Sturz des chilenischen Präsidenten Salvador Allende durch Augusto Pinochet, die er als „nötiges Blutvergießen“ bezeichnet hatte. Allerdings entsprach der Prozess der Heiligsprechung wie andere Prozesse dieser Art aus dem Pontifikat Johannes Pauls II. der neuen, gestrafften Verfahrensordnung der Kongregation für die Heiligsprechungen. In Frage gestellt wurden zudem die beiden für eine Heiligsprechung erforderlichen Wunder: die Heilung der Karmelitin Concepción Boullón Rubio im Jahre 1976 und des Arztes Manuel Nevado Rey im Jahr 1992.

## Filme
Wesentliche Episoden aus dem Leben Escrivás, eingebettet in eine fiktive Bürgerkriegsgeschichte, verfilmte Roland Joffé in seinem Film There Be Dragons. Charlie Cox spielt darin die Rolle des spanischen Priesters.